# Hengsberg
Hengsberg ist eine Gemeinde mit 1574 Einwohnern (Stand 1. Jänner 2025) in der westlichen Südsteiermark.

## Geografie
Hengsberg liegt südlich von Graz am Ausläufer des Buchkogel im Bezirk Leibnitz im österreichischen Bundesland Steiermark.

### Katastralgemeinden
Die Gemeinde besteht aus sechs Katastralgemeinden (Fläche Stand 31. Dezember 2023):
- Fliessing (236,22 ha)
- Hengsberg (137,14 ha)
- Komberg (230,57 ha)
- Kühberg (141,42 ha)
- Schönberg (577,89 ha)
- Schrötten (451,82 ha)

### Ortschaften
Ortschaften mit weiteren Ortsteilen sind (in Klammern Einwohnerzahl Stand 1. Jänner 2025):
- Flüssing (136) mit Kleinflüssing
- Hengsberg (229)
- Kehlsdorf (146)
- Komberg (195) mit Froschberg und Voregg
- Kühberg (99) mit Guglitz
- Leitersdorf (126)
- Matzelsdorf (163) mit Lippmichl und Schatzmühle
- Schönberg an der Laßnitz (204)
- Schrötten an der Laßnitz (276) mit Hofbauer, Holzbauer und Wolf

### Gemeindezusammenlegungen
- Mit 1. Jänner 1951 wurden Flüssing und Hengsberg zur neuen Gemeinde Hengsberg zusammengelegt.
- Mit 1. Jänner 1970 wurden Schönberg an der Laßnitz (mit Kehlsdorf und Matzelsdorf), Schrötten an der Laßnitz (mit Leitersdorf) und Hengsberg zur neuen Gemeinde Hengsberg zusammengelegt.

### Nachbargemeinden
Je eine der fünf Nachbargemeinden liegt im Bezirk Deutschlandsberg (DL) bzw. im Bezirk Graz-Umgebung (GU).
| Dobl-Zwaring (GU) |                                             | Wildon |
| Preding (DL)      | Kompassrose, die auf Nachbargemeinden zeigt |        |
|                   | Sankt Nikolai im Sausal                     | Lang   |

## Geschichte

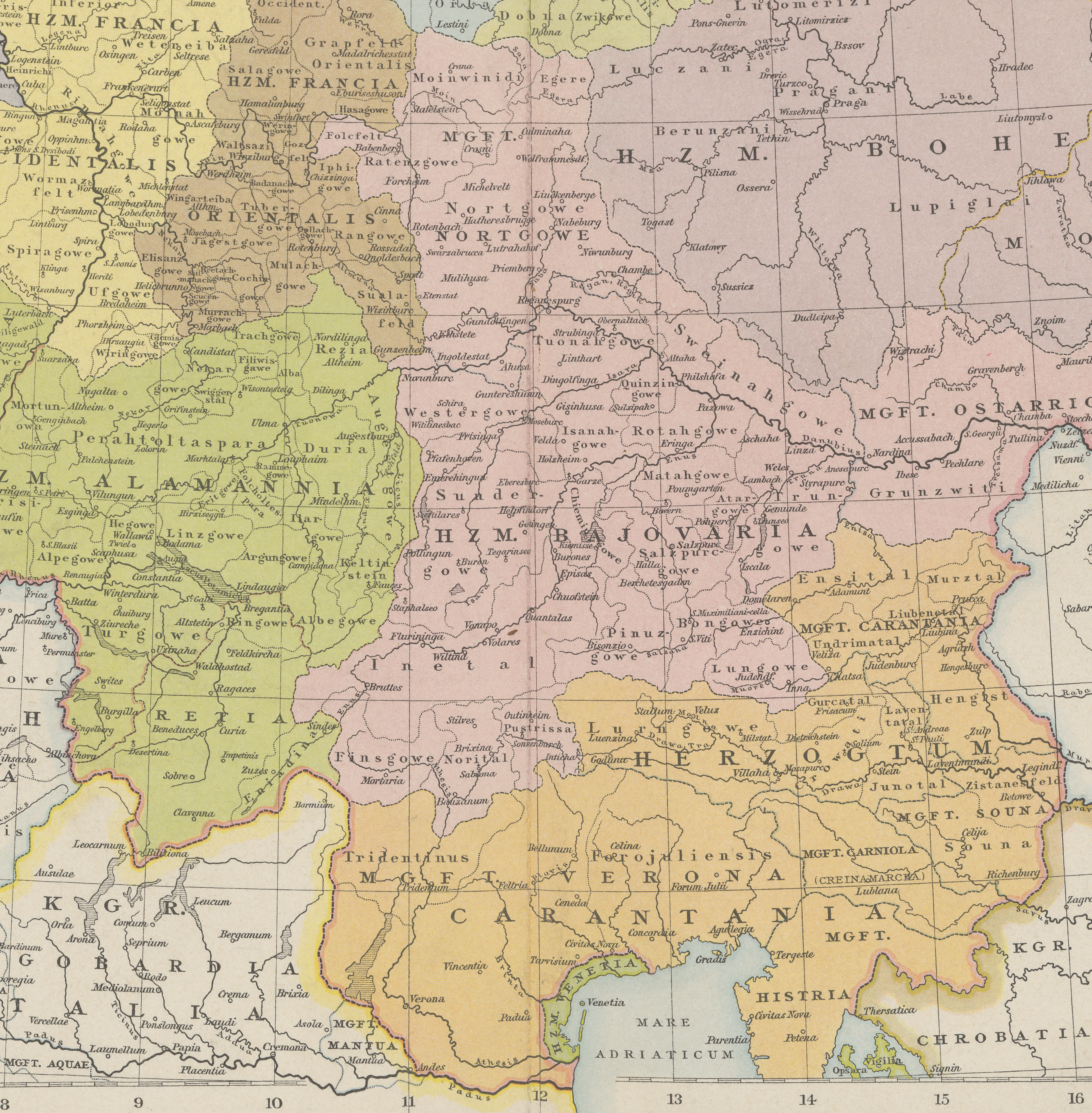
Hengist und Hengesburc um das Jahr 1000 auf einer Karte von 1886

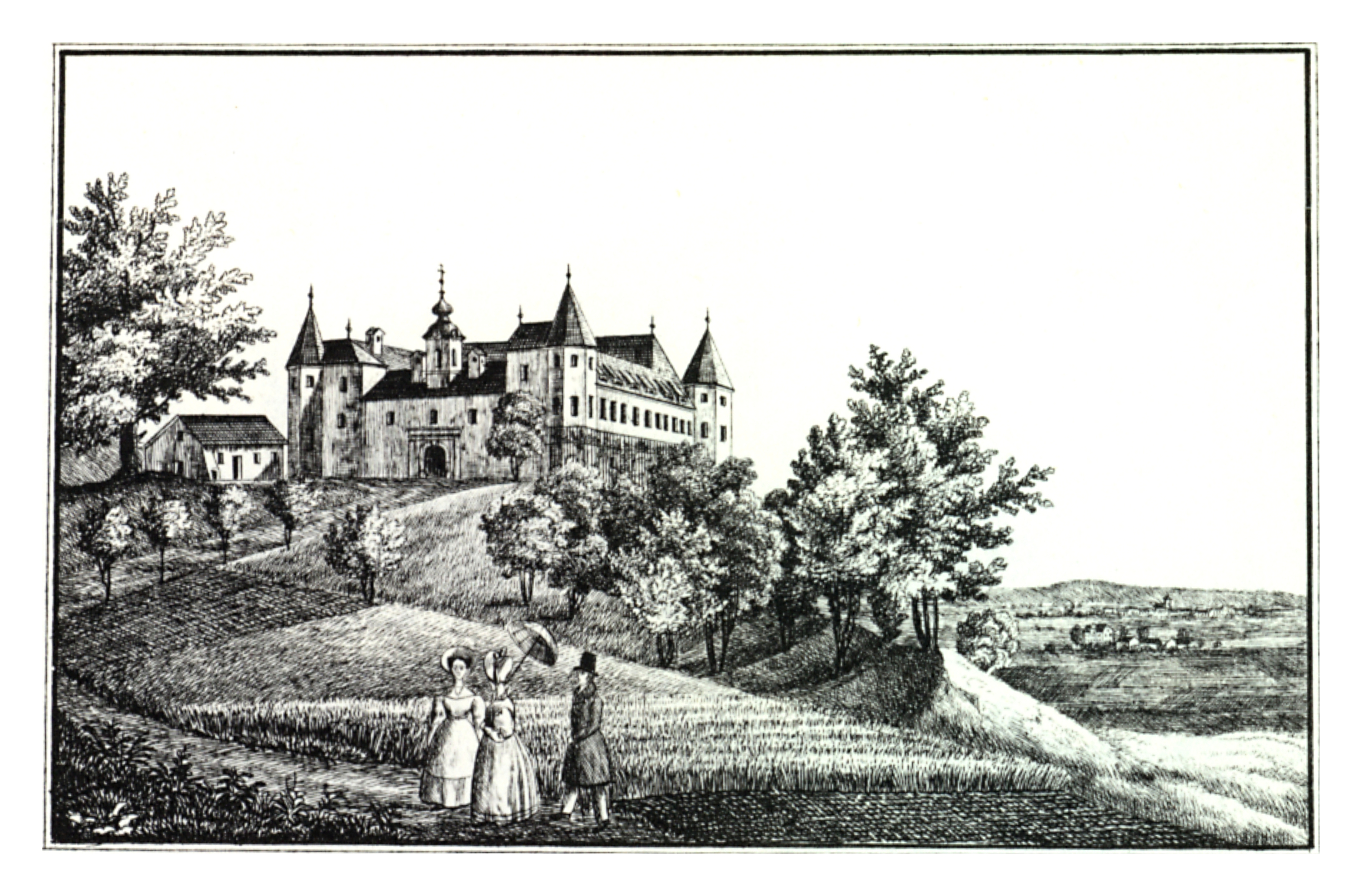
Schloss Freybüchel, um 1820 (lith. J.F. Kaiser)

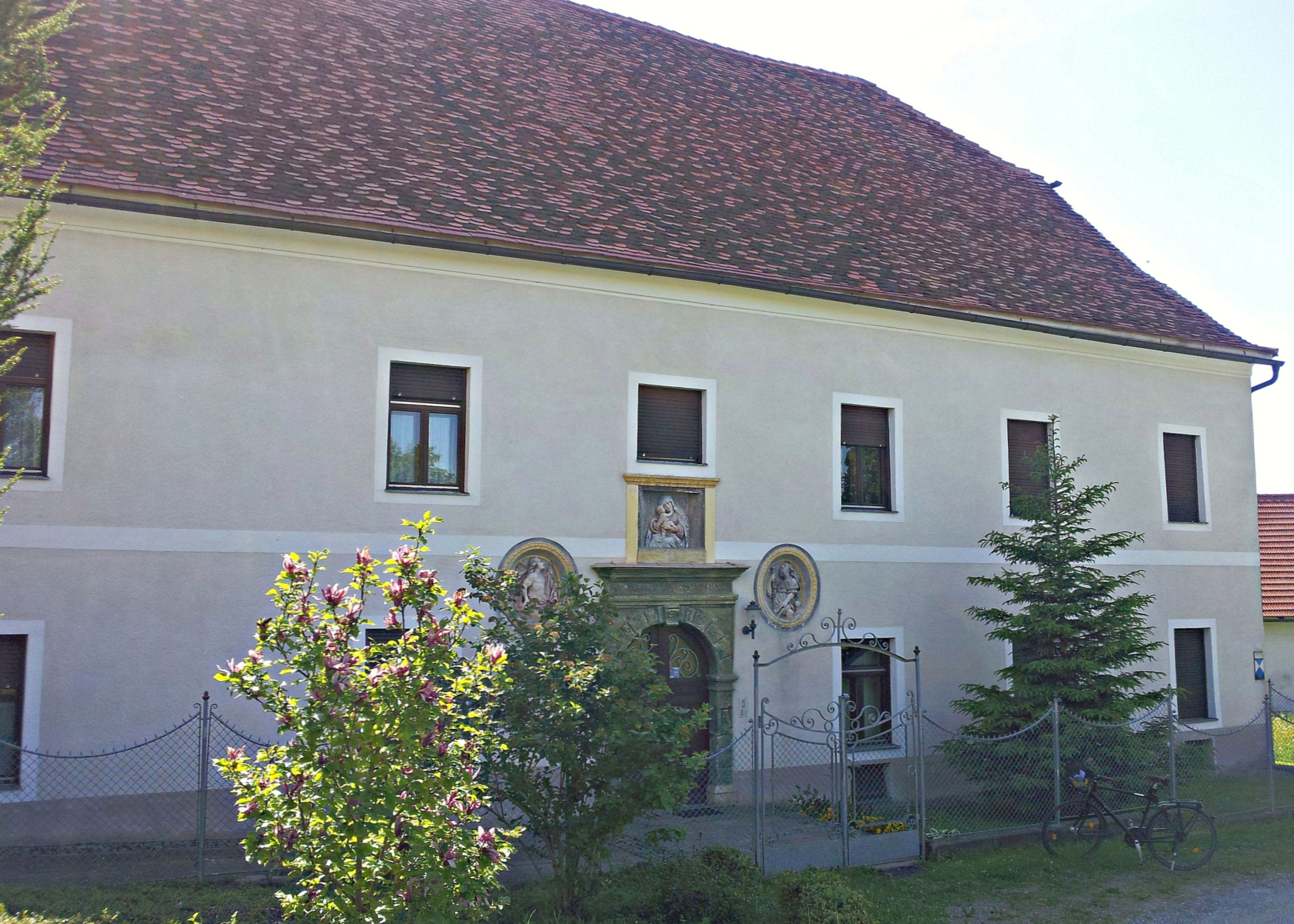
Pfarrhof Hengsberg

Die erste urkundliche Erwähnung erfolgte im Jahr 892 (Hengistfeldon). 1045 schenkte König Heinrich III. dem Erzbischof Balduin das königliche Kammergut Leitersdorf an der Laßnitz, gelegen in der Markgrafschaft Gottfrieds und im Forst Sausal „(predium quale visi sumus Liutoldasdorf habere, in comitatu Gotefridi marchionis et foresto Susel iuxta litus Losnicae fluminis situm“).
Der Name „Schrötten“ wird von einer Rodung (mhd. schrôt „abgeschnittenes Stück, Klotz“, auch als Sammelbegriff verwendet für Baumstrünke; mhd. schrôten „(ab)hauen, (ab)schneiden“) abgeleitet.
Die Aufhebung der Grundherrschaften erfolgte 1848, die Ortsgemeinden als autonome Körperschaft entstanden 1850.
Nach der Annexion Österreichs 1938 lag die Gemeinde im Reichsgau Steiermark. Ab 1939 errichtete die in Wildon stationierte Gruppe 365 des Reichsarbeitsdienstes in Leitersdorf, Schrötten, Schönberg und Lang sowie in Lichendorf Lager, deren Bewohner an der Laßnitzregulierung arbeiteten. Diese Lager wurden 1945 aufgelöst, an ihren Standorten sind keine oder nur mehr sehr geringe Reste (Geländestufen, Fundamentreste) zu finden. Von 1945 bis 1955 war das Gemeindegebiet Teil der britischen Besatzungszone in Österreich.
Seit 2009 bildete die Gemeinde zusammen mit den Gemeinden Lang, Lebring-Sankt Margarethen, Stocking, Wildon und Weitendorf die Kleinregion „Kulturpark Hengist“. Bei der Gemeindestrukturreform in der Steiermark wurden der Großteil der Gemeinde Stocking und die Gemeinde Weitendorf ab 2015 mit der Marktgemeinde Wildon zusammengeschlossen, seither sind es statt sechs nur mehr vier Gemeinden in der Kleinregion.

### Religionen
Hengsberg war eine Urpfarre seit etwa der 1. Hälfte des 9. Jahrhunderts, Mutterpfarre seit etwa dem 13. Jahrhundert mit den Pfarren Wundschuh, Wildon, Preding, Lang und St. Margarethen. Das Gebiet der Pfarre Hengsberg umfasst heute:
- alle Ortschaften der Gemeinde Hengsberg
- die Ortschaft Lichendorf der Gemeinde Wildon
- die Ortschaft Lamberg der Gemeinde Dobl-Zwaring (Bezirk Graz-Umgebung)
- zwei Bauernhöfe der Gemeinde Preding (Bezirk Deutschlandsberg), die bis zur Gründung der Ortsgemeinden 1850 zu Leitersdorf gehörten

Die evangelische Predigtstation wurde 1926 gegründet. Nach der Schaffung des evangelischen Friedhofes und dem Bau eines Totenhauses mit Glockenturm kam es 1932 zur Errichtung des evangelischen Christus-Kirchleins und dessen Einweihung am 5. Juni 1933. Zum Einzugsgebiet der Predigtstation gehören auch die Gemeinde Sankt Nikolai im Sausal und die Ortschaften Lamberg und Pöls an der Wieserbahn der Gemeinde Dobl-Zwaring (siehe auch: #Weblinks).

### Archäologische Fundplätze
- Urgeschichtliche Siedlung Koglfuchs
- Prähistorische Siedlung beim Lippmichl
- Die römerzeitliche Siedlung Laßnitztal erstreckte sich über die Katastralgemeinden Schönberg und Schrötten.
- Römerzeitliche Gräber und Siedlung im Laßnitztal / Gamsäcker
- Römerzeitliche Hügelgräber bei Schrötten
- Frühmittelalterliche Siedlung Komberg

## Kultur und Sehenswürdigkeiten

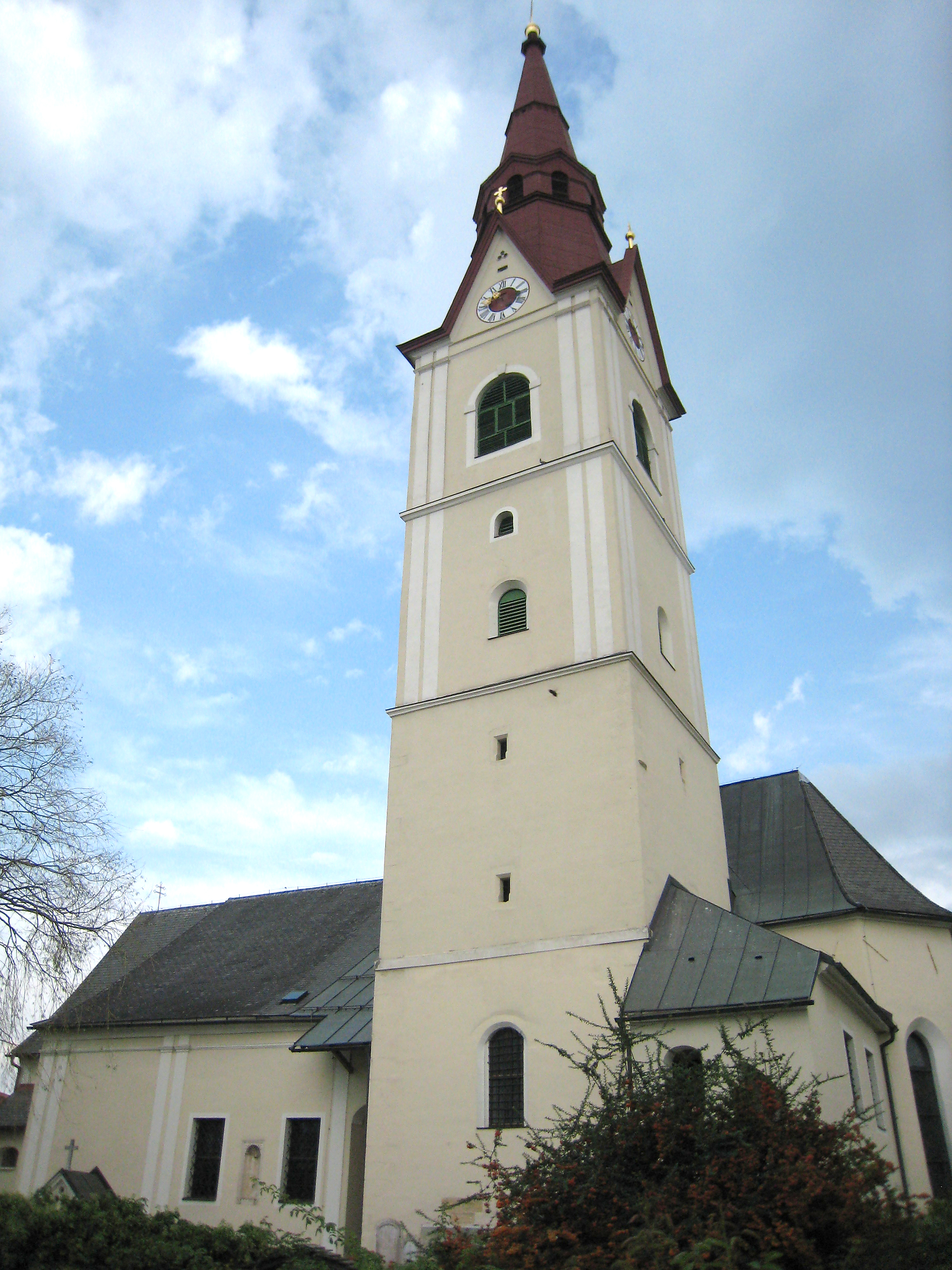
Katholische Pfarrkirche Hengsberg

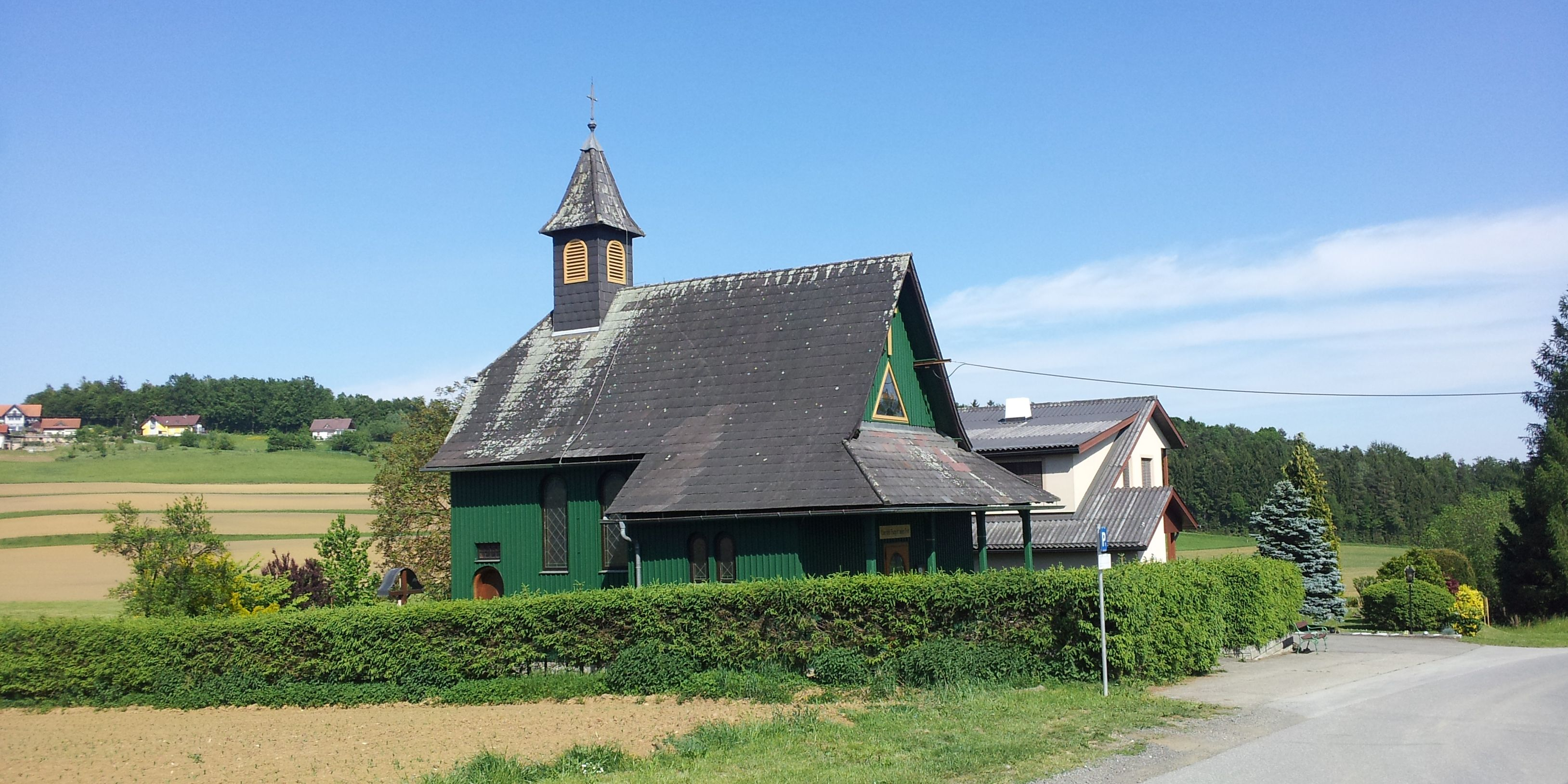
Evangelische Filialkirche Hengsberg

- Schloss Freibühel: Schloss der belgisch-österreichischen Adeligenfamilie des Enffans d’Avernas.[6] Die Familie zählt zum Uradel des einstigen Herzogtums Brabant und ihre Geschichte reicht bis ins 14. Jahrhundert zurück.
- Katholische Pfarrkirche Hengsberg hl. Laurentius: Die Kirche ist ringförmig von der Mauer des einstigen Friedhofes umgeben und hat einen mächtigen, viergeschoßigen Turm mit der beachtlichen Höhe von 72 Metern. Der quadratische Turm mit Spitzhelm trägt fünf Glocken, die 1924 angeschafft wurden. Im Jahre 1976 wurden bei der Renovierung der Pfarrkirche Reste der Burgfundamente und eine Gruft entdeckt. Diese Funde sind gemeinsam mit anderen aus der Umgebung (Römerzeit) in dem unter der Kirche befindlichen „Hengistburg-Museum“ ausgestellt.
- Evangelische Filialkirche Hengsberg
- Gemeindeamt in der ehemaligen Knaben-Volksschule
- Volksschule im ehemaligen Klostergebäude der Barmherzigen Schwestern vom Hl. Vinzenz von Paul

- Naturschutzgebiet: Das Waldgebiet am Buchkogel im Grenzbereich des Murfeldes und des Leibnitzerfeldes in den Gemeinden Wildon, Lebring-St. Margarethen, Lang und Hengsberg wurde zum „Naturschutzgebiet Wildoner Buchkogel“ erklärt. Damit sollen die naturnahen Buchenwaldbestände und die artenreichen Pflanzenvorkommen dieses Gebietes geschützt werden. Zu diesen Pflanzen gehören Rotbuche, Wolfs-Eisenhut, Breitblatt-, Schmalblatt- und Purpur-Waldvöglein, Maiglöckchen, Alpenzyklame, Illyrisch-Krokus, Seidelbast, Ständelwurz, Hundszahnlilie, Hecken-Nieswurz, Frühlingsknotenblume, Türkenbund-Lilie, Groß-Zweiblatt, Vogelnestwurz, Weiß-Waldhyazinthe, Erd-Primel, Wald-Veilchen, Hain-Veilchen.[7]

## Wirtschaft und Infrastruktur

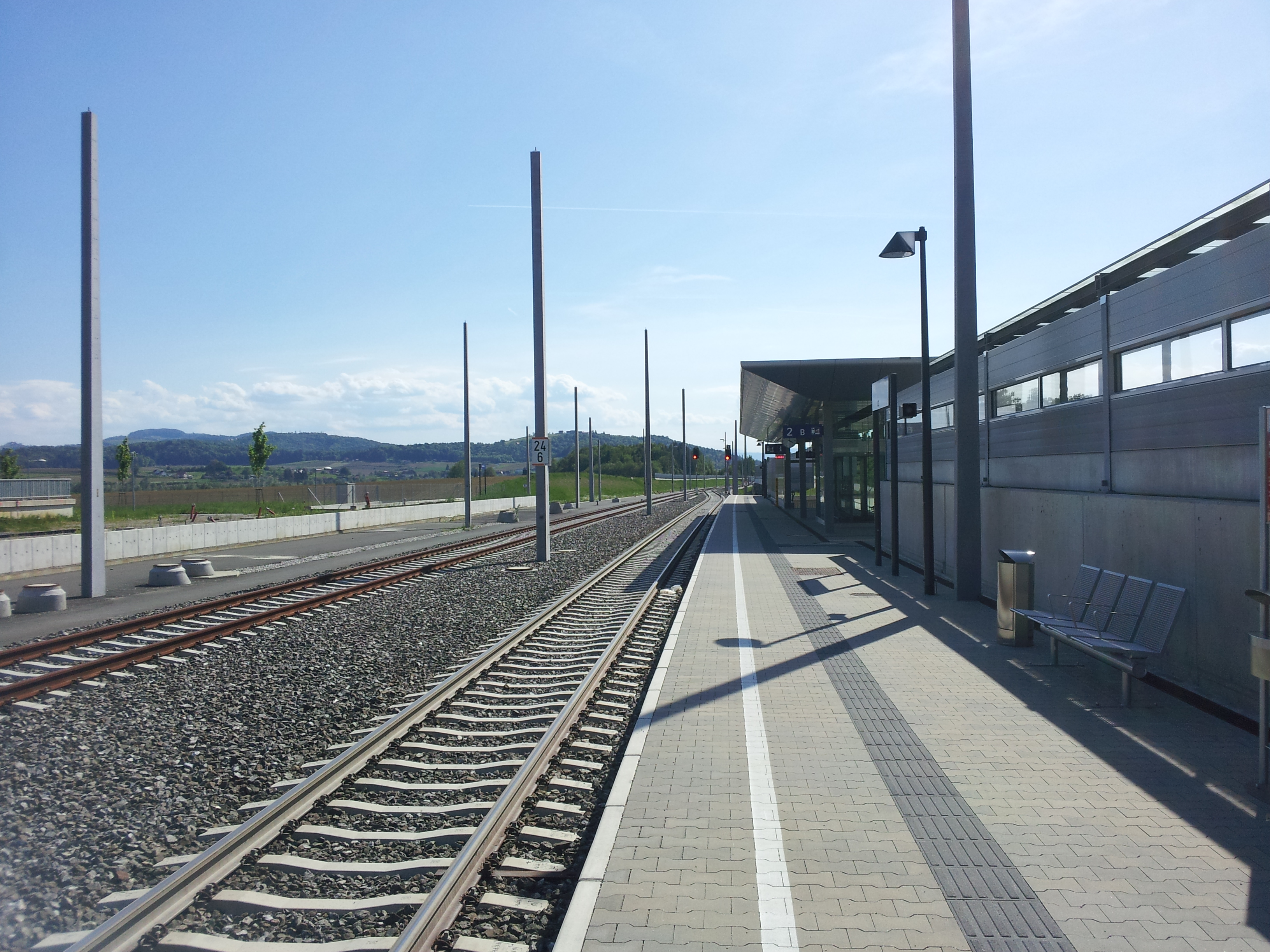
Der im Jahr 2010 eröffnete Bahnhof Hengsberg der Koralmbahn

### Verkehr
- Straße: Die Gemeinde wird von der Schröttenstraße L 601 durchzogen, wegen der starken Frequenz wird diese von einem Rad-/Gehweg begleitet. Die Pyhrn Autobahn A 9 tangiert die Gemeinde im Nordosten, 2018 wurde am Kehlsberg eine Halbanschlussstelle von und nach Richtung Graz fertiggestellt.

- Eisenbahn: Durch den Bau der Koralmbahn wurde Hengsberg an das Eisenbahnnetz angeschlossen. Im Dezember 2010 wurde der Bahnhof Hengsberg am bereits eröffneten Teilabschnitt eröffnet. Richtung Graz oder Wies-Eibiswald (über Deutschlandsberg) bestehen dadurch mit den Zügen der  Schnellbahnverbindungen, die bis zur Aufnahme des Vollbetriebes der Koralmbahn (14. Dezember 2025) mit Dieseltriebwagen der Graz-Köflacher Bahn (GKB) durchgeführt werden.

## Politik

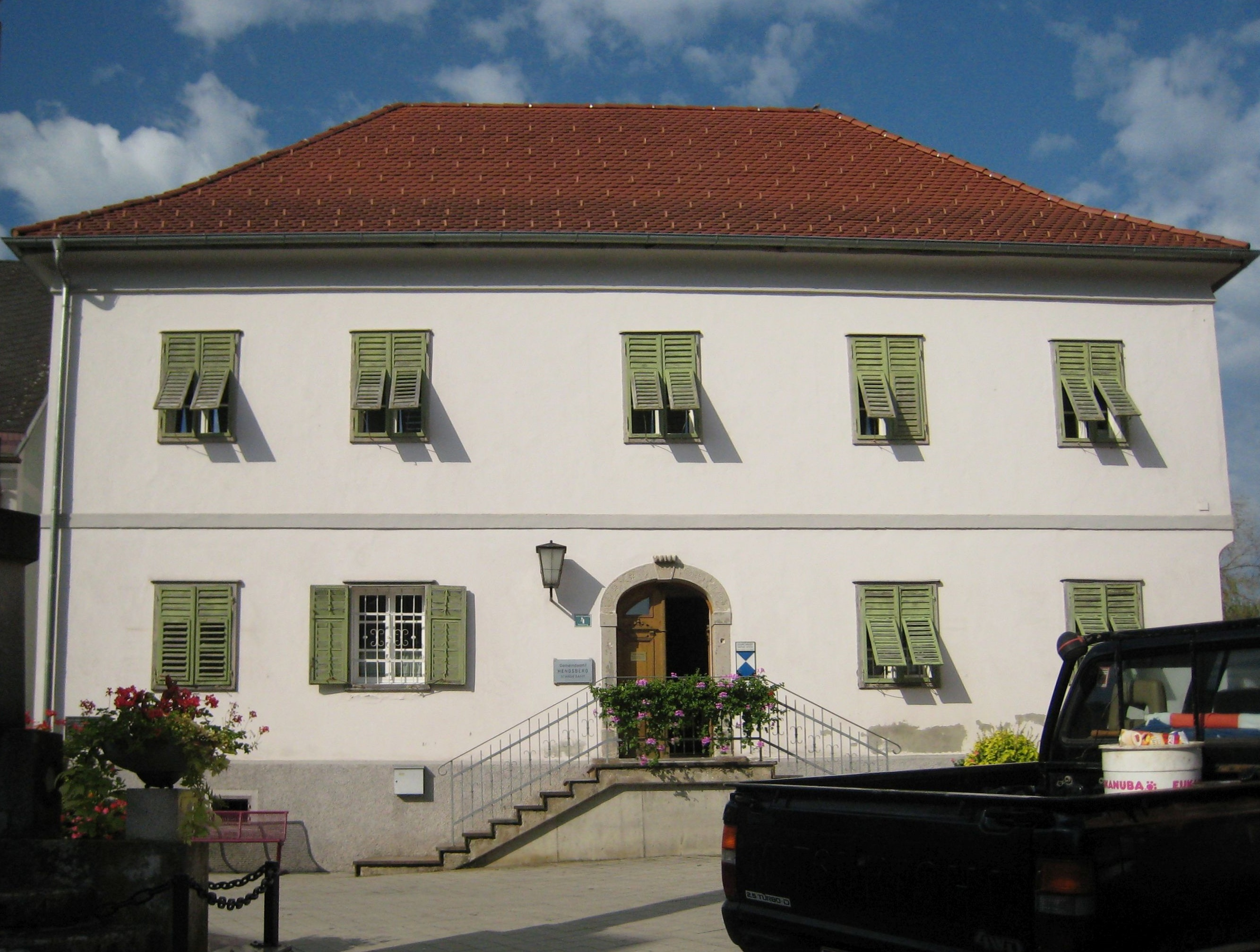
Gemeindeamt

### Gemeinderat
Der Gemeinderat besteht aus 15 Mitgliedern. Nach dem Ergebnis der Gemeinderatswahl 2025 setzt sich dieser wie folgt zusammen: 9 ÖVP, 2 SPÖ, 2 FPÖ, 1 GRÜNE und 1 Liste für ein lebenswertes Hengsberg.
| Partei                               | 2025             | 2025             | 2025             | 2020             | 2020             | 2020             | 2015             | 2015             | 2015             | 2010             | 2010             | 2010             | 2005             | 2005             | 2005             | 2000             | 2000             | 2000             |
| Partei                               | Stimmen          | %                | M.               | St.              | %                | M.               | St.              | %                | M.               | St.              | %                | M.               | St.              | %                | M.               | St.              | %                | M.               |
| ------------------------------------ | ---------------- | ---------------- | ---------------- | ---------------- | ---------------- | ---------------- | ---------------- | ---------------- | ---------------- | ---------------- | ---------------- | ---------------- | ---------------- | ---------------- | ---------------- | ---------------- | ---------------- | ---------------- |
| ÖVP                                  | 514              | 54               | 9                | 431              | 54               | 9                | 455              | 51               | 8                | 500              | 55               | 9                | 460              | 52               | 8                | 486              | 57               | 9                |
| SPÖ                                  | 140              | 15               | 2                | 211              | 26               | 4                | 172              | 19               | 3                | 302              | 33               | 5                | 300              | 34               | 5                | 256              | 30               | 4                |
| FPÖ                                  | 115              | 15               | 2                | 203              | 23               | 3                | 109              | 12               | 1                | 120              | 14               | 2                | 112              | 13               | 2                |                  |                  |                  |
| Bürgerliste für Hengsberg            | nicht kandidiert | nicht kandidiert | nicht kandidiert | 042              | 05               | 0                | 061              | 07               | 1                | nicht kandidiert | nicht kandidiert | nicht kandidiert | nicht kandidiert | nicht kandidiert | nicht kandidiert | nicht kandidiert | nicht kandidiert | nicht kandidiert |
| GRÜNE                                | 064              | 07               | 1                | nicht kandidiert | nicht kandidiert | nicht kandidiert | nicht kandidiert | nicht kandidiert | nicht kandidiert | nicht kandidiert | nicht kandidiert | nicht kandidiert | nicht kandidiert | nicht kandidiert | nicht kandidiert | nicht kandidiert | nicht kandidiert | nicht kandidiert |
| Liste für ein lebenswertes Hengsberg | 075              | 08               | 1                | nicht kandidiert | nicht kandidiert | nicht kandidiert | nicht kandidiert | nicht kandidiert | nicht kandidiert | nicht kandidiert | nicht kandidiert | nicht kandidiert | nicht kandidiert | nicht kandidiert | nicht kandidiert | nicht kandidiert | nicht kandidiert | nicht kandidiert |
| Wahlberechtigte                      | 1.276            | 1.276            | 1.276            | 1.224            | 1.224            | 1.224            | 1.182            | 1.182            | 1.182            | 1.135            | 1.135            | 1.135            | 1.119            | 1.119            | 1.119            | 1.032            | 1.032            | 1.032            |
| Wahlbeteiligung                      | 76 %             | 76 %             | 76 %             | 66 %             | 66 %             | 66 %             | 77 %             | 77 %             | 77 %             | 82 %             | 82 %             | 82 %             | 81 %             | 81 %             | 81 %             | 84 %             | 84 %             | 84 %             |

### Bürgermeister seit 1908
- 1908–1923 Franz Taucher
- 1923–1931 Florian Harl
- 1931–1938 Leopold Haar
- 1938–1941 Karl Schuchlenz
- 1941–1945 Johann Thomann
- 1945–0000 Anton Peutler
- 1945–1946 Gustav Petti
- 1947–1949 Alois Garber
- 1949–1960 Franz Beuchler
- 1960–1972 Karl Schuchlenz
- 1972–1990 Anton Lienhart
- 1990–2007 Robert Baumann
- 2007–2023 Johann Mayer
- seit 2023 Manfred Rechberger

### Wappen
Das Gemeindewappen wurde von der Steiermärkischen Landesregierung am 11. September 1961 verliehen. Die Blasonierung (Wappenbeschreibung) lautet:
„In goldenem Schild auf grünem Dreiberg, ein steigender Rappenhengst.“

Historische Landkarten zum Gebiet von Hengsberg
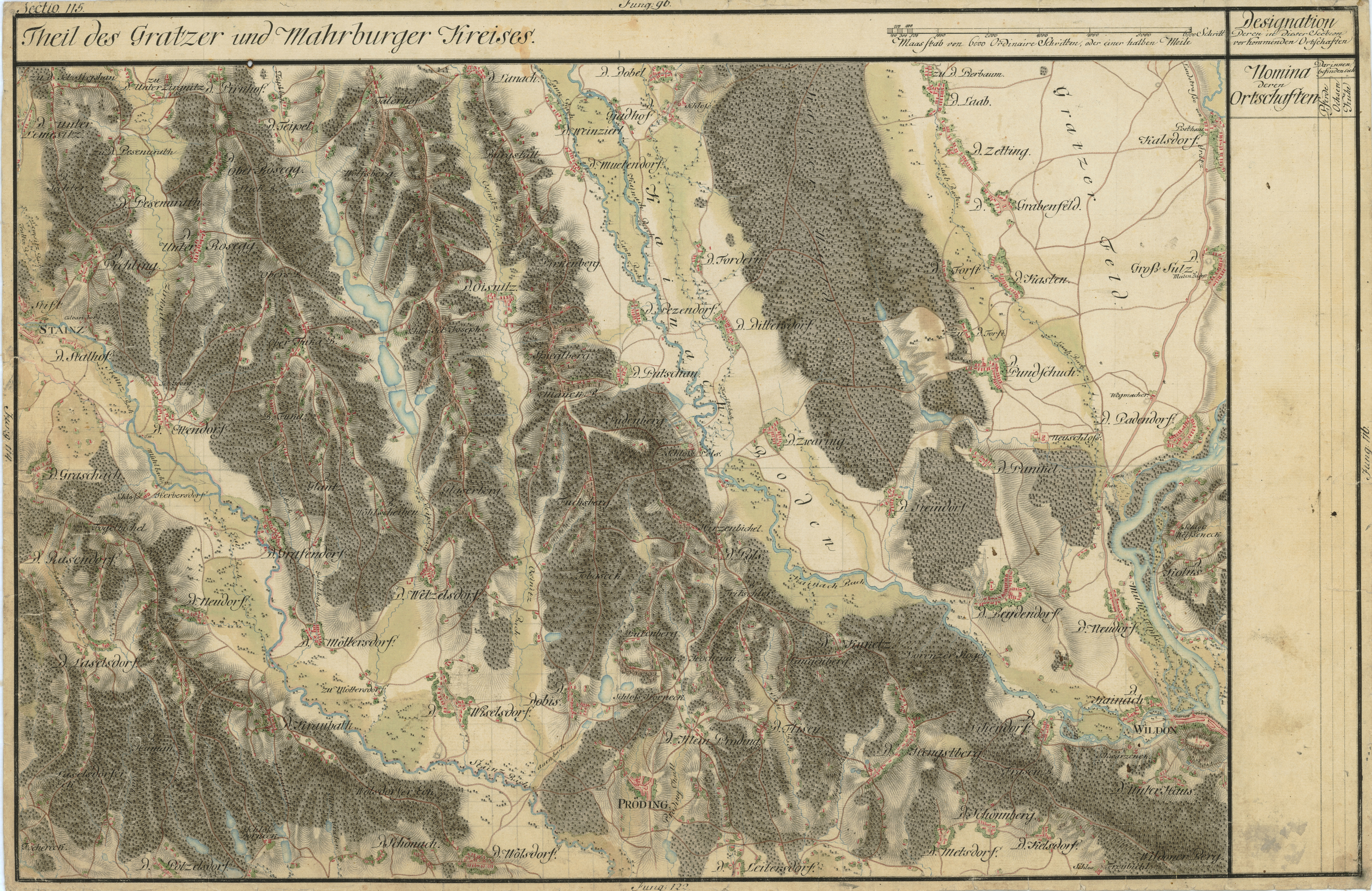
„Hengstberg“: Josephinische Landesaufnahme, ca. 1790
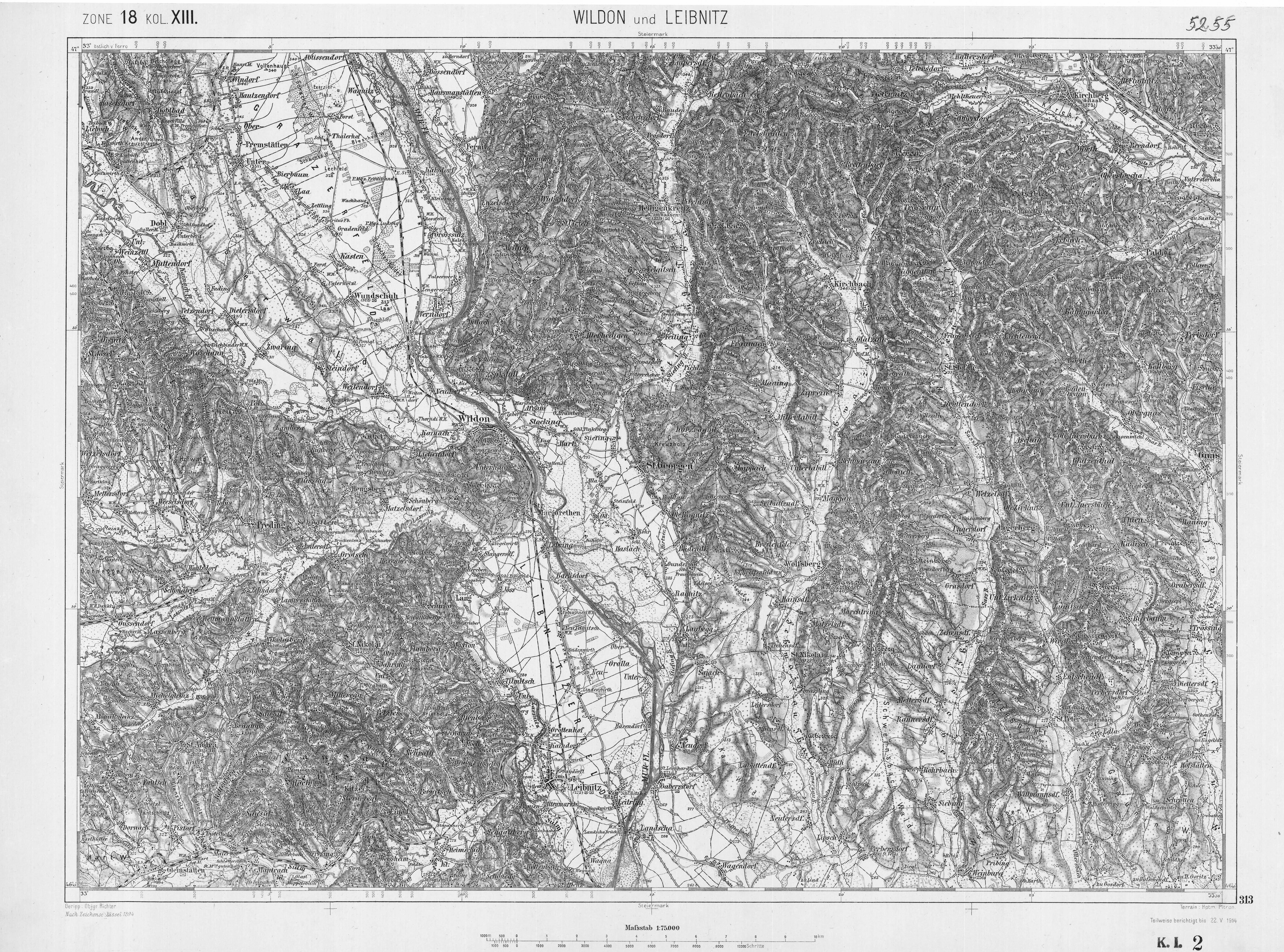
Franzisco-Josephinische Landesaufnahme, ca. 1910

## Persönlichkeiten

### Ehrenbürger der Gemeinde
- 1968: Paul Ofner (1908–1991), Volksschuldirektor, Chronist
- 1972: Karl Schuchlenz (1910–1999), Altbürgermeister
- 1994: Anna Riha (1914–2008), Volksschuldirektorin
- 2014: Leopold Wögerbauer, Pfarrer von Hengsberg[12]
- Anton Lienhart (* 1939), Altbürgermeister